# ترخس أوريغوني
ترخس أوريغوني (الاسم العلمي:Trechus oregonensis) هو نوع من الحشرات يتبع جنس الترخس من فصيلة الخنافس الأرضية.